# Митьковка (река)
Митьковка — река в России, протекает в Кадыйском районе Костромской области. Устье реки находится в 22 км по правому берегу реки Нёмда. Длина реки составляет 11 км.
Исток реки расположен в заболоченном лесу в 15 км к юго-западу от посёлка Кадый. Течёт на восток по ненаселённому лесу. Впадает в Нёмду у деревни Митьково ниже посёлка Текун.

## Данные водного реестра
По данным государственного водного реестра России относится к Верхневолжскому бассейновому округу, водохозяйственный участок реки — Волга от города Кострома до Горьковского гидроузла (Горьковское водохранилище), без реки Унжа, речной подбассейн реки — Волга ниже Рыбинского водохранилища до впадения Оки. Речной бассейн реки — (Верхняя) Волга до Куйбышевского водохранилища (без бассейна Оки).
По данным геоинформационной системы водохозяйственного районирования территории РФ, подготовленной Федеральным агентством водных ресурсов:
- Код водного объекта в государственном водном реестре — 08010300412110000014329
- Код по гидрологической изученности (ГИ) — 110001432
- Код бассейна — 08.01.03.004
- Номер тома по ГИ — 10
- Выпуск по ГИ — 0